# Гебхард Йохан II фон Алвенслебен
Гебхард Йохан II фон Алвенслебен (на немски: Gebhard Johann II von Alvensleben; * 23 ноември 1642; † 1 август 1700) е благородник от род фон Алвенслебен в Саксония-Анхалт.

## Биография
Той е син на Йоахим III фон Алвенслебен (* 20 февруари 1612; † 10 декември 1645) и съпругата му Еренгард фон дер Шуленбург (* юли 1611; † 7 февруари 1677), дъщеря на Матиас V фон дер Шуленбург (1578 – 1656) и Маргарета Шенк фон Флехтинген (1591 – 1636). Внук е на Гебхард Йохан I фон Алвенслебен (1576 – 1631) и Гертруд фон Велтхайм (1585 – 1622).
Гебхард Йохан II фон Алвенслебен умира на 57 години на 1 август 1700 г.

## Фамилия
Първи брак: на 5 септември 1671 г. с Кристина фон Алвенслебен (* 21 юни 1651; † 1 юни 1691), дъщеря на Гебхард XXV фон Алвенслебен (1618 – 1681) и Агнес фон Раутенберг (1616 – 1685/1686). Те имат 8 деца:
- Йоахим фон Алвенслебен
- Агнес Кристиана фон Алвенслебен
- Гебхард XXVII фон Алвенслебен (* 11 април 1676, Еркслебен; † 19 април 1709, Айхенбарлебен), женен на 7 август 1701 г. за Хелена фон дер Шуленбург (* 7 юли 1676, Алтенхаузен; † 27 юни 1747, Магдебург), дъщеря на Александер III фон дер Шуленбург и Анна София фон Бисмарк
- Йохан Август фон Алвенслебен (* 21 септември 1680, Еркслебен; † 8 април 1732, Еркслебен), господар в Еркслебен II и в Урслебен, женен I. на 4 юни 1706 г. за Хелена Доротея фон Алвенслебен (* 21 януари 1689, Цихтау; † 23 януари 1711, Еркслебен), II. на 3 октомври 1713 г. в Хундисбург за Агнес София фон Алвенслебен (* 13 юли 1695, Хундисбург; † 29 юли 1749, Еркслебен), дъщеря на Йохан Фридрих II фон Алвенслебен (1657 – 1728), хановерски министър, пруски дипломат, и Аделхайд Агнес фон дер Шуленбург (1664 – 1726)
- Августа Еренгард фон Алвенслебен (* 11 септември 1677, Еркслебен; † 24 юли 1725, Еркслебен), омъжена на 25 ноември 1695 г. за Гебхард Йохан III фон Алвенслебен-Изеншнибе-Еркслебен (1667 – 1738), син на Гебхард Кристоф фон Алвенслебен (1631 – 1690) и фрайин София Магдалена фон Бухенау (1625 – 1698)
- Шарлота София фон Алвенслебен (1682 – 1739), омъжена за Рудолф Антон фон Алвенслебен (* 28 март 1688; † 4 август 1737), син на Йохан Фридрих II фон Алвенслебен (1657 – 1728) и Аделхайд Агнес фон дер Шуленбург (1664 – 1726)
- Хелена Доротея фон Алвенслебен, омъжена за Фридрих Улрих фон Велтхайм
- Йоахим Ренатус Леберехт фон Алвенслебен

Втори брак: на 10 януари 1696 г. с Урсула Катарина фон Манделслох (* 21 април 1667, Магдебург; † 22 декември 1696, Еркслебен), дъщеря на Гебхард Юлиус фон Манделслох (1634 – 1692) и Мария Луция фон дер Шуленбург (1640 – 1675).. Бракът е бездетен.
Трети брак: на 13 февруари 1698 г. във Волфсбург с Катарина София фон Бартенслебен († 23 април 1725), дъщеря на Йохан Даниел фон Бартенслебен (1633 – 1689) и Анна Аделхайд фон Велтхайм (1631 – 1706), дъщеря на Хайнрих Юлиус фон Велтхайм (1596 – 1651) и София фон Алвенслебен (1595 – 1638). Те имат една дъщеря:
- Анна Урсула Катарина фон Алвенслебен (* 14 февруари 1699; † 8 юни 1717, Лам), омъжена на 22 август 1715 г. в Еркслебен за Адам Хайнрих Готлоб фон Лихтенщайн (* 28 декември 1693; † 2 август 1747), син на Адам Хайнрих фон Лихтенщайн (1666 – 1693) и Флорина Маргарета фон Велтхайм (1675 – 1751)